# Jaguarão mikrorégió
A Jaguarão mikrorégió (portugálul Microrregião de Jaguarão) egy mikrorégió Rio Grande do Sul állam dél részén, Brazíliában. Teljes területe 6331,2 km², lakóinak száma kb. 58 854. Uruguay-jal határos (Cerra Largo megyével), a Jaguarao folyó mentén.
A mikrorégiót az alábbi községek alkotják:
- Arroio Grande
- Herval
- Jaguarão